# Mihail Kogălniceanu, Constanța
Mihail Kogălniceanu (mai demult Karamurat, Regele Ferdinand, Bulgari) este satul de reședință al comunei cu același nume din județul Constanța, Dobrogea, România.
Atestările documentare datează din secolul I î.Hr., în timpul ocupației romane, localitatea numindu-se „Vicus Clementianensis”. La jumătatea secolului al XIII–lea, pe vremea ocupației otomane, localitatea s-a numit „Kara Murat”; în perioada anilor 1930, localitatea s-a numit „Ferdinand I”, pentru ca, în anul 1948, aceasta să dobândească denumirea „Mihail Kogălniceanu”.

## Istoric
După Războiul de Independență al României și semnarea Tratatului de la Berlin, la sfârșitul secolului al XIX-lea localitatea a fost colonizată cu germani dobrogeni. În perioada interbelică paroh romano-catolic al localității a fost Joseph Schubert, ulterior arhiepiscop de București și deținut politic.
În timpul celui de-al Doilea Război Mondial, cei mai mulți dintre germanii dobrogeni au fost strămutați în Germania.

## Personalități
- Hieronymus Menges (1910-2002), preot romano-catolic, profesor de dogmatică
- Adolph Bachmeier (1937-2016), fotbalist
- Stere Gulea (n. 1943), regizor și scenarist român.